# Pontrieux
Pontrieux (tiếng Breton: Pontrev) là một xã của tỉnh Côtes-d’Armor, thuộc vùng Bretagne, tây bắc Pháp.

## Dân số
Người dân ở Pontrieux được gọi là Pontriviens.